# Вузлики Ашофа
Вузлики Ашофа (також відомі як Тільця Ашофа, Тільця Ашофа—Гейпеля, англ. Aschoff body) — патогномонічний симптом при різних клінічних формах ревматизму. Являють собою периваскулярно розташовані вузлоподібні гранульоми, особливо в інтерстиціальній тканині серця.

## Етимологія
Названі на честь австрійського лікаря і патологоанатома Людвіга Ашофа (Ludwig Aschoff). У своїй роботі про ревматичний міокардит Ашоф описав характерне тільце і представив гістопатологічну картину міокардиту, яка мала великий вплив на класифікацію захворювання.
Вважається також, що незалежно від Ашофа тільця описав німецький патолог Пауль Гейпель (Paul Rudolf Geipel).

## Патоморфологія
Мікроскопічно тільця Ашофа являють собою ділянки запалення сполучної тканини серця, або вогнищеве інтерстиціальне запалення. Повністю розвинені тільця Ашофа являють собою гранульоматозні структури, які складаються з фібриноїдних утворень, лімфоцитарної інфільтрації, окремих плазматичних клітин і характерних аномальних макрофагів, які оточують некротичні центри.
Серцеві прояви ревматичної гарячки проявляються у вигляді вогнищевого запального ураження інтерстиціальної тканини у всіх 3 шарах серця, патологічних змін, які називаються панкардитом. Патогномонічною ознакою його при ревмокардиті є наявність вузликів Ашоффа.